# 엘리펀트 송
《엘리펀트 송》(영어: Elephant Song)은 2014년 공개된 캐나다의 드라마 영화이다. 2014년 9월 6일 제39회 토론토 국제 영화제에서 전 세계 최초로 상영되었다.

## 줄거리
정신 병원 의사 토비 그린은 3년 전 딸 레이철이 익사한 뒤 아내였던 수간호사 수전 피터슨과 이혼한 상태이다. 그린은 사라진 동료 의사 제임스 로런스의 행방에 대한 단서를 쥐고 있는 환자 마이클과 심리전을 벌이기 시작한다.
마이클은 어려서 아버지가 자연환경보전지역에서 코끼리를 죽이는 걸 지켜봤던 기억과 오페라 가수였던 어머니가 약물 과다복용으로 죽어갈 때 이를 방치하고 옆에서 "엘리펀트 송"을 불러줬던 일을 얘기한다.
마이클은 숨겨뒀던 로런스의 쪽지를 초콜릿과 교환하자고 제안한다. 단지 아픈 여형제를 만나러 갔을 뿐인 로런스는 병원으로 돌아오지만, 환자들과 부적절한 관계를 맺었다는 사실이 밝혀진다. 사실 마이클은 초콜릿 견과류에 심각한 알레르기가 있었고 뒤늦게 아드레날린 주사를 맞지만 사망한다. 그린은 사직하고 피터슨은 근신 처분을 받는다.
영화는 그린과 피터슨이 만나 손을 맞잡으며 끝이 난다.

## 출연
- 브루스 그린우드 - 의사 토비 그린 역
- 그자비에 돌란 - 마이클 앨린 역: 환자.
- 캐서린 키너 - 수전 피터슨 역: 수간호사.
- 캐리앤 모스 - 올리비아 역: 토비 그린의 현재 아내.
- 콜름 피오 - 의사 제임스 로런스 역
- 기 나동
- 래리 데이
- 앨리슨 라우더
- 신디 샘프슨

## 기타 제작진
- 의상: 지네트 마니